# نان ساندویچی هوگی

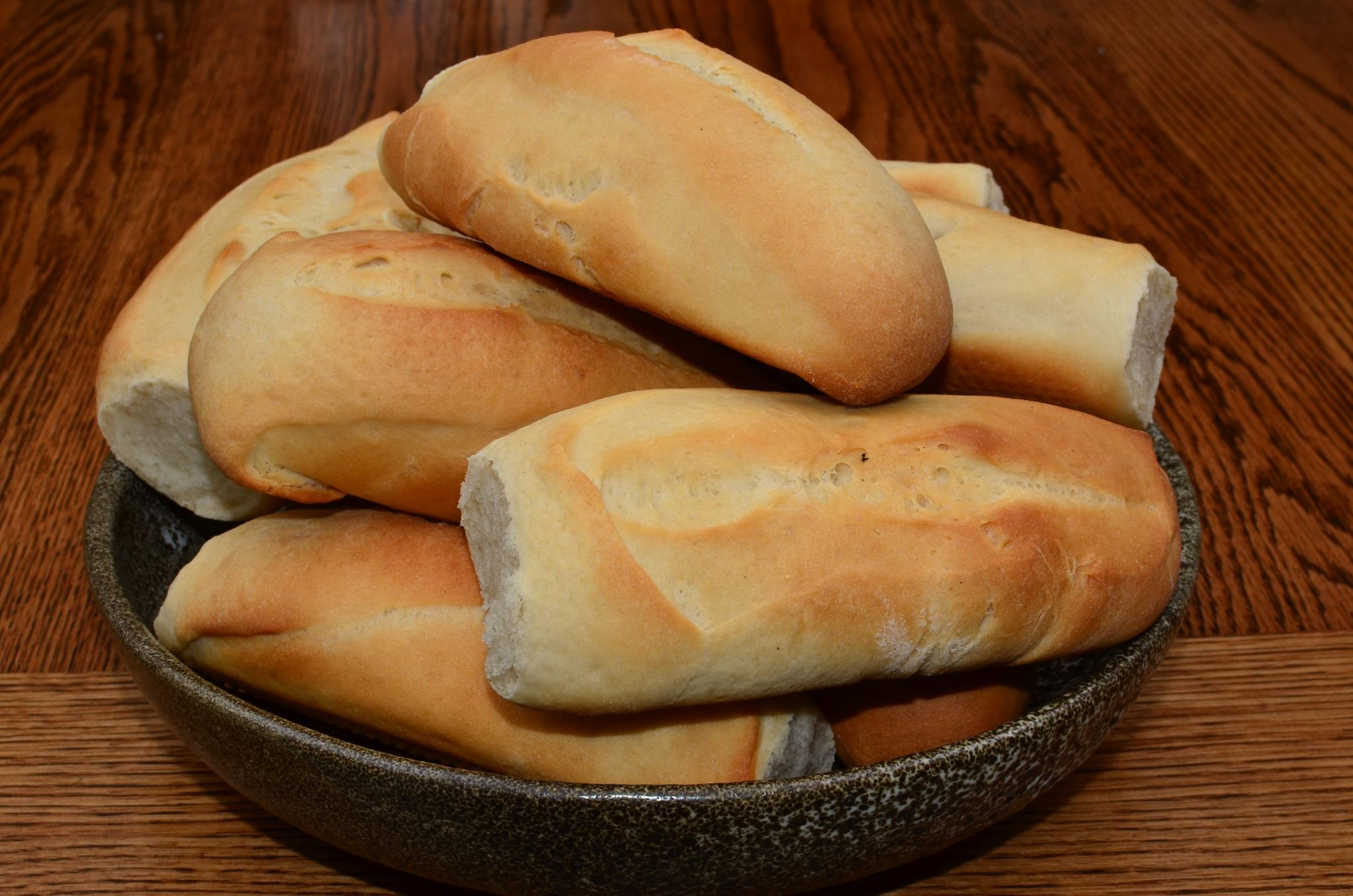
رول‌های هوگی تازه

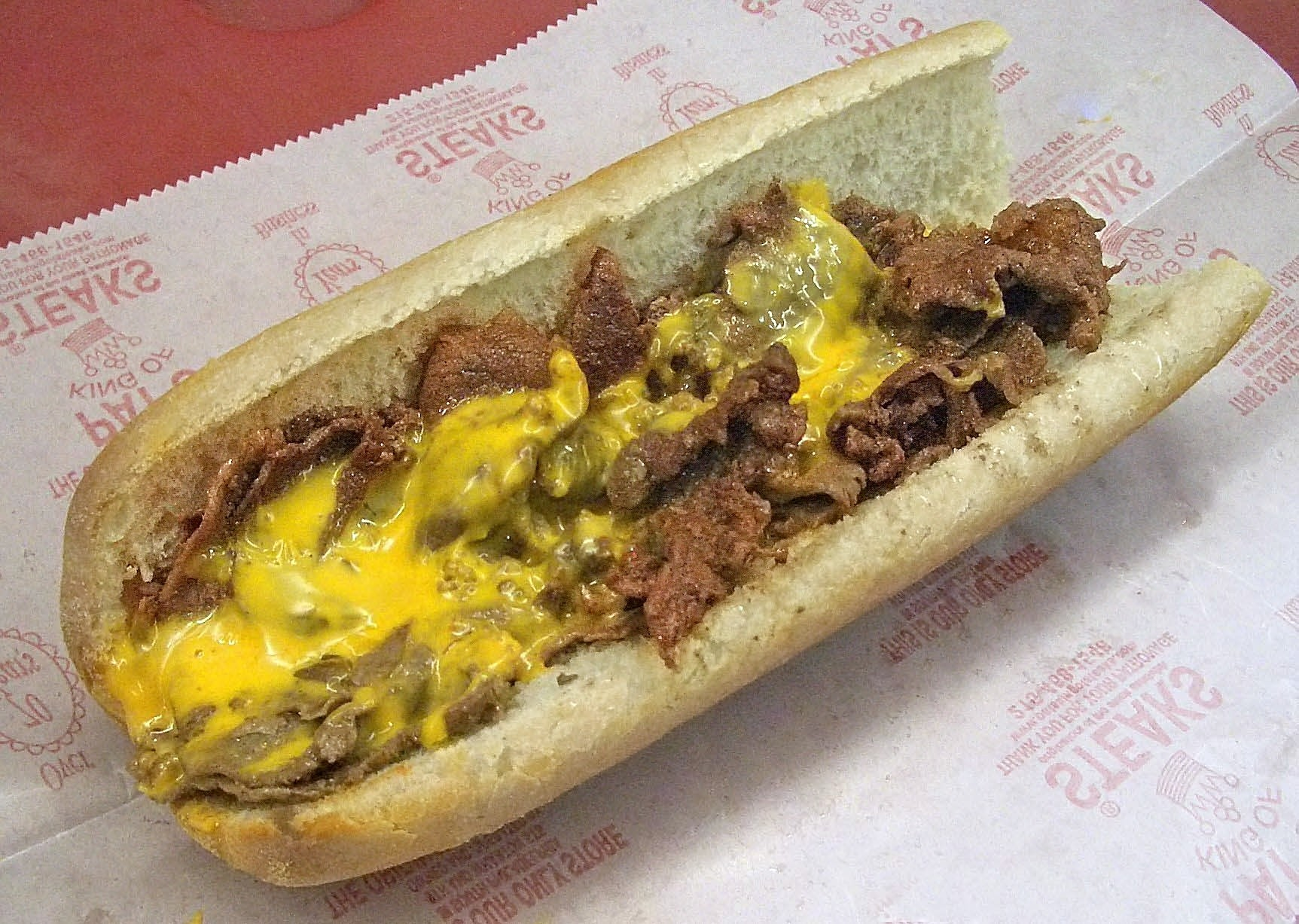
ساندویچ استیک با پنیر با یک رول هوگی آماده شده‌است

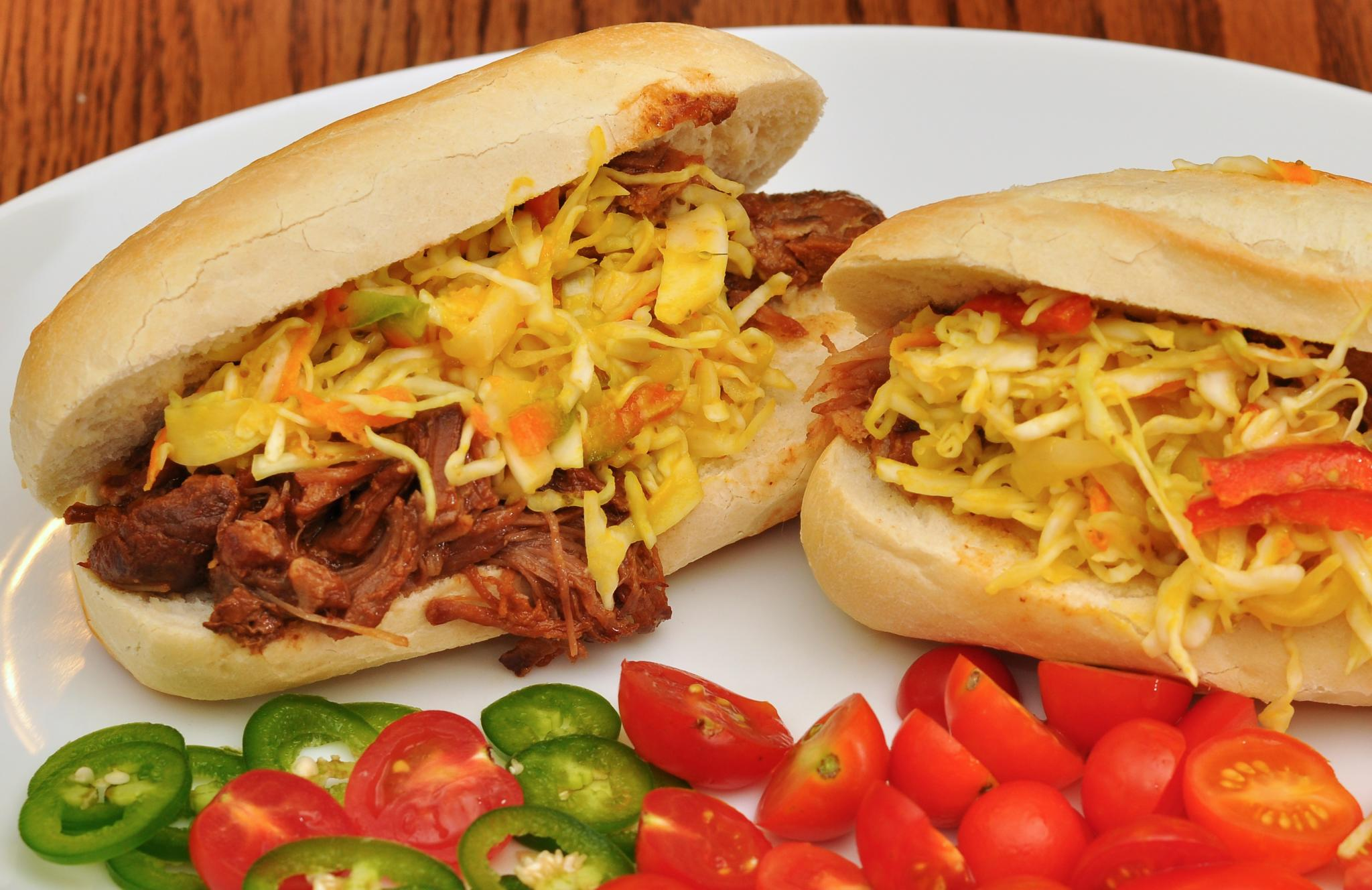
ساندویچ‌های گوشت کبابی که با رولی‌های هوگی تهیه شده‌اند

نان ساندویچی هوگی یا رول هوگی نوعی رول تخت بلند است که برای تهیه ساندویچ هوگی استفاده می‌شود.مقداری خمیر رولی هوگی قبل از پخت تخمیر می‌شود. رول‌های هوگی گاهی قبل از استفاده برای تهیه ساندویچ برشته می‌شوند.
مواد اولیه مورد استفاده در تهیه رول هوگی معمولاً شامل آرد، تخم مرغ، شیر، روغن نباتی، نمک، شکر و مخمر باشد. بعضی از آن‌ها شامل دانه کنجد در بالای رول به همراه طعم دهنده می‌باشند. دستورالعمل رول هاگی توسط گلوتن رژیم غذایی فاقد گلوتنو وگان تهیه شده‌است.
از رول هوگی برای تهیه ساندویچ پنیرکی فیلادلفیا و ساندویچهای غذاهای دریایی استفاده می‌شود.